# 布恩維爾 (阿肯色州)
布恩維爾（英語：Booneville）是一個位於美國阿肯色州洛根縣的城市。根據2020年美國人口普查，該地人口為3809人，而該地的面積約為10.26平方千米。該地與巴黎同為洛根縣的縣治。

## 地理
布恩維爾的座標為35°08′23″N 93°55′17″W / 35.13972°N 93.92139°W，而該地的平均海拔高度為153米（即502英尺）。